# Te vagy a legény, Tyukodi pajtás
A Te vagy a legény, Tyukodi pajtás! a kuruc időkből származó kuruc tábori dal. Káldy Gyula gyűjteményében maradt fenn. A Rákóczi-dallamkör egyik jellegzetes példája. Több mint száz változata van.
Tyukodi pajtásról és a szövegben szereplő Kuczug Balázsról nincsenek történeti források, de Zákány István és Szuhay Mátyás hiteles történelmi személy volt. Jankovich Ferenc és Illés György is regényt írt Tyukodiról.
Feldolgozások:
| Szerző         | Mire                            | Mű                                  | Előadás |
| -------------- | ------------------------------- | ----------------------------------- | ------- |
| Farkas Ferenc  | daljáték                        | Csínom Palkó                        | [ 3 ]   |
| Kerényi György | énekhang és furulya két furulya | [ 4 ]                               |         |
| Ludvig József  | ének, zongora                   | Hej, Rákóczi, Bercsényi…, 24. kotta |         |

Farkas Ferenc 1950-ben Kossuth-díjat kapott a Csínom Palkóért.

## Kotta és dallam
| Te vagy a legény, Tyukodi pajtás! Nem olyan, mint más, mint Kuczug Balázs. Teremjen hát országunkban jó bor, áldomás, nem egy fillér, de két tallér kell ide, pajtás. | Szegénylegénynek olcsó a vére, Két-három fillér egy napra bére. Azt sem tudja elkölteni, mégis végtére Két pogány közt egy hazáért omlik ki vére! | Bort kupámba, bort, embert a gátra, Tyukodi pajtás, induljunk rája, Verjük által a labancot a másvilágra, Úgy ad Isten békességet édes hazánkra. |

A Rákóczi-szabadságharc leverése után az alábbi szöveggel énekelték a dalt:
Jaj már minékünk, magyar nemzetnek,

Kik föltámadtunk, rebelliseknek!

Zákány István, Szuhay Mátyás kopasz fejeknek,

Nagypipájú, kevés dohányú magyar nemzetnek.

## Felvételek
- Kuruc dalok: Te vagy a legény. Béres Ferenc  YouTube (1966. március 17.)  (Hozzáférés: 2016. május 6.) (audió)
- Te vagy a legény, Tyukodi pajtás. Csík János  YouTube. Supraphon (2015. február 23.)  (Hozzáférés: 2016. május 6.) (audió)
- Te vagy a legény. Takáts Mihály  YouTube (1913. augusztus 9.)  (Hozzáférés: 2016. május 6.) (audió) zongorakísérettel
- Kuruc dalok: Te vagy a legény,Tyukodi pajtás. Lugosi Tibor  YouTube (2011. január 31.)  (Hozzáférés: 2016. május 6.) (audió, fényképsorozat) 1:30-ig. tárogató
- Tyukodi pajtás. Gánica zenekar  YouTube (2011. május 2.)  (Hozzáférés: 2016. május 6.) (videó) 2:13-tól. jazz folk feldolgozás